# Roman Sigalin

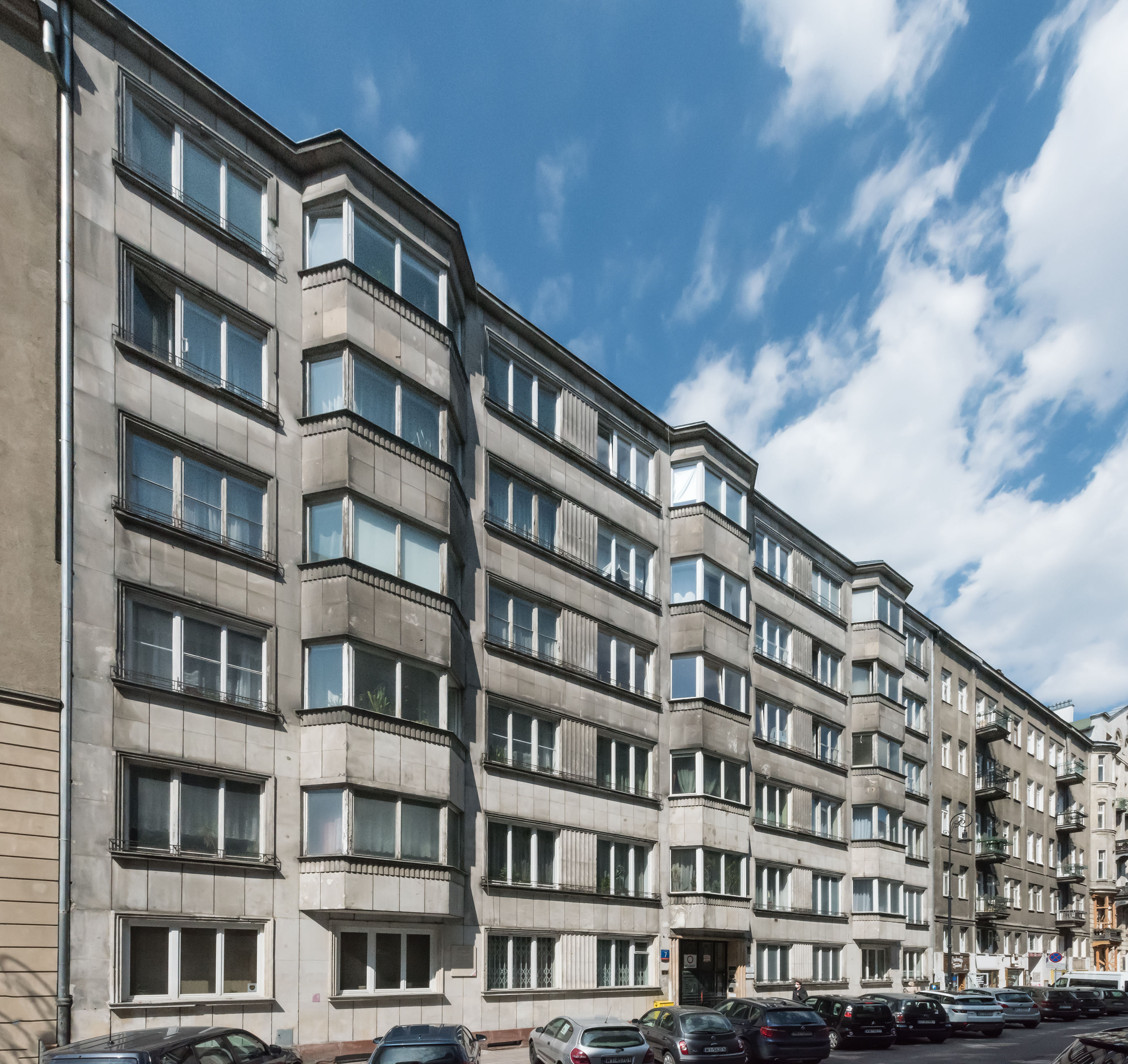
Kamienica Juliana Glassa przy ul. Lwowskiej 7 w Warszawie z charakterystyczną dla twórczości Romana Sigalina i Jerzego Gelbarda wykuszową fasadą

Roman Sigalin, właściwie Jakub Aron Sigalin (ur. 3 grudnia 1901 w Warszawie, zm. wiosną 1940 w Charkowie) – polski inżynier architekt i oficer rezerwy Wojska Polskiego pochodzenia żydowskiego, członek znanej rodziny architektów, działacz Stowarzyszenia Architektów Polskich, ofiara zbrodni katyńskiej.

## Życiorys
Syn Michała, żydowskie imię Michael, (1872-1938) i Rozalii, żydowskie imię Rojza, z Kurlandskich (1877-1943) urodzony 3 grudnia 1901 w Warszawie. Wywodził się z rodziny warszawskich fabrykantów pochodzenia żydowskiego, producentów popularnych przed II wojną światową kefirów. Rodzinne przedsiębiorstwo zainicjowała babka Klaudia Sigalina, która założyła sieć pijalni kefiru. Miał pięcioro młodszego rodzeństwa: Grzegorza (1902-1938), Annę po mężu Sztern (1904-1943), Aleksandra, Eugenię (1908-1995), farmaceutkę i Józefa (1909-1983). Jego brat Grzegorz został architektem, zaś Józef był architektem i urbanistą, jedną z kluczowych postaci w powojennej odbudowie Warszawy. Grzegorz również zginął z rąk sowieckich, padając w Moskwie ofiarą czystek stalinowskich, zaś matkę i siostrę Annę zamordowali w 1943 Niemcy w obozie zagłady w Treblince.
W 1928 ukończył Szkołę Podchorążych Rezerwy Artylerii. Na stopień podporucznika rezerwy został mianowany ze starszeństwem z 1 stycznia 1931 w korpusie oficerów artylerii. Ćwiczenia rezerwy odbywał kolejno w 10 pułku artylerii ciężkiej, 1 pułku artylerii najcięższej i 33 dywizjonie artylerii lekkiej.

### Praca zawodowa
W okresie XX-lecia międzywojennego wraz z Jerzym Gelbardem prowadził biuro architektoniczne pod nazwą „Biuro Projektów Jerzy Gelbard i Roman Sigalin – Architekci SARP”. Wspólnie z Gelbardem, a także bratem Grzegorzem i Witoldem Woyniewiczem stworzył kilkadziesiąt projektów gmachów użyteczności publicznej i prywatnych kamienic w Warszawie.
Zespół Sigalina i Gelbarda stworzył m.in. projekty siedziby Banku Gospodarstwa Krajowego (ostatecznie zrealizowano konkurencyjny projekt), Ministerstwa Spraw Zagranicznych (niezrealizowany do wybuchu wojny), Najwyższej Izby Kontroli Państwa (ostatecznie w konkursie wybrano projekt Tadeusza Leśniewskiego) i Ministerstwa Robót Publicznych. W 1930 zespół zgłosił swój projekt do konkursu na przygotowanie projektu nowego Dworca Głównego. Wprawdzie ostatecznie sąd konkursowy pod przewodnictwem Aleksandra Wasiutyńskiego wybrał konkurencyjną koncepcję autorstwa profesora Politechniki Warszawskiej Czesława Przybylskiego, jednak zdecydował się także na zakup projektu zespołu Sigalina za kwotę 10.000 złotych. Jednym z ostatnich budynków użyteczności publicznej zespołu był funkcjonalistyczny dom Zjednoczenia Kolejowców Polskich przy Al. Jerozolimskich 101 (obecnie 107), przed wojną uważany za projekt kontrowersyjny, jednak współcześnie uznawany za udany.
Równie duże kontrowersje w czasie budowy wzbudzała zaprojektowana przez duet Sigalin–Gelbard kamienica Wachsmachera przy Nowym Świecie 3 mieszcząca m.in. dancing Paradiso. Funkcjonalistyczna kamienica o prostej fasadzie niemal pozbawionej zdobień zastąpiła wcześniejszą kamieniczkę mistrza blacharskiego Aleksandra Mrozińskiego, co historyk architektury Stanisław Łoza uznał za zbrodnię na tkance miasta, bowiem jego zdaniem nowa budowla była „zupełnie niedostosowana do zabudowy ulicy”.
Poza kamienicą przy Nowym Świecie do czasów współczesnych zachowało się kilka innych warszawskich realizacji zespołu, m.in. kamienica firmy Steinhagen i Saenger przy ul. Konopnickiej 3, kamienice Juliana i Józefa Glassów (odpowiednio ul. Lwowska 7 i ul. Kredytowa 6), kamienica Gustawa Pala przy Alejach Jerozolimskich 101, kamienica przy Mokotowskiej 46a, a także wille na zapleczu ulicy Frascati.
W okresie międzywojennym Roman Sigalin mieszkał w Warszawie we wczesnomodernistycznej kamienicy przy ul. Mokotowskiej 26, gdzie jego sąsiadami byli m.in. Aleksander Mogilnicki i Alfred Loth. Większość jego realizacji związana była z Warszawą, jednak zaprojektował także m.in. osiedle domków wczasowych w Juracie, a także plany odświeżenia wystroju Wielkiej Synagogi w Wilnie.

### Śmierć
Latem 1939 roku został zmobilizowany do Wojska Polskiego i brał udział w kampanii wrześniowej. Dostał się do niewoli radzieckiej. Przebywał w obozie w Starobielsku. Wiosną 1940 został zamordowany przez funkcjonariuszy NKWD w charkowskiej siedzibie oddziału NKWD i pogrzebany potajemnie w bezimiennej mogile zbiorowej w Piatichatkach, gdzie od 17 czerwca 2000 mieści się oficjalnie Cmentarz Ofiar Totalitaryzmu w Charkowie. Figuruje na Liście Starobielskiej NKWD pod poz. 3151.
Jego wieloletni współpracownik Jerzy Gelbard także zginął podczas drugiej wojny światowej. Został zamordowany przez Niemców na Majdanku albo już po opuszczeniu wyzwolonego obozu.
5 października 2007 minister obrony narodowej Aleksander Szczygło mianował go pośmiertnie na stopień kapitana. Awans został ogłoszony 9 listopada 2007, w Warszawie, w trakcie uroczystości „Katyń Pamiętamy – Uczcijmy Pamięć Bohaterów”.